# 자살 명소

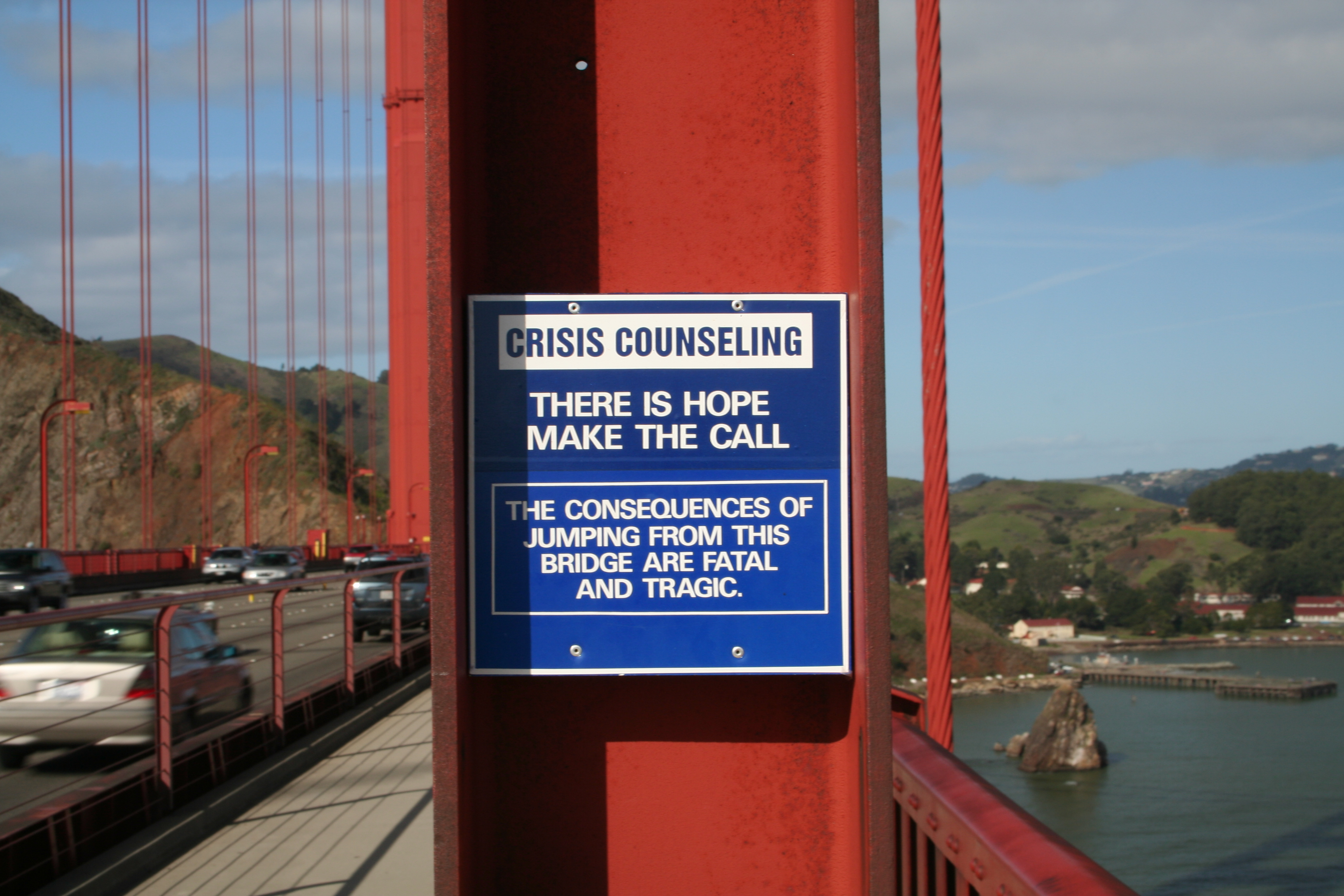
금문교에 설치된, 자살하지 말 것을 당부하는 표지판.

자살 명소(自殺名所, Suicide site)는 명승지 등 유명한 장소 중 자살이 빈번하게 일어나는 곳을 말한다. 근자에는 굳이 명승지 뿐 아니라 자살이 빈번하게 일어나는 곳을 가리키는 말이기도 하다.

## 목록
- 미국 캘리포니아주 샌프란시스코의 금문교: 1500명 이상이 자살.[2][3]
- 일본 후지 산기슭 아오키가하라 숲: 1년에 78건 이상의 자살 발생.[4][5]
- 영국 이스트서섹스 주 비치헤드 절벽: 1년에 20건의 자살 발생.[6]
- 영국 킹스턴어폰헐 험버 교: 1981년 이래 200명 이상이 투신했으며, 생존자는 5명 뿐이다.[7]
- 미국 캘리포니아주 샌디에이고 콜로라도 교: 1972년에서 2000년까지 28년동안 200명 이상이 자살했으며, 지금까지 자살이 이어지고 있다.[8]
- 미국 워싱턴주 오로라 교: 1932년 이래로 230명 이상이 자살.[9] 1997년 ~ 2007년 사이 10년 동안만도 50명 이상이 자살했다.[10]
- 캐나다 퀘벡주 몬트리올 자크 카르티에 교: 143건 이상의 자살 발생. 2003년에 자살 방지 울타리가 세워짐.[11]
- 미국 캘리포니아주 포레스트힐 교: 1973년에 지어진 이래 55명이 자살한 것으로 추산되었으나, 실제로는 더 많다고 보아야 한다.[12][13]
- 독일 라이헨바흐 임 폭틀란트 괼치 철교: 독일의 대표적인 자살 명소로,[14] 독일 연방 경찰이 계속적으로 감시하고 있다.[15]
- 대한민국 마포대교: 대한민국 서울의 자살 명소로 자살 방지 문구를 광고했다가 도리어 역효과를 맞았다.[16]

## 같이 보기
- 자살다리